# Сабро
Сабро (рус. Сабро) моренско је језеро на северозападу европског дела Руске Федерације, на северу Тверске области на подручју Осташковског рејона. Налази се на око 15 километара западно од града Осташкова.
Површина акваторије је 12,1 км², максимална дужина до 5,8 км, а ширина до 3,3 километра. Укупна дужина обале је 19,6 километра, макисмална дубина 5 метара, у просеку око 1,8 метара. Површина језера лежи на надморској висини од 227 метра.
Језеро има овалну форму и издужено је у смеру запад-исток. На јужном делу језера налази се веће полуострво на којем лежи село Хутора Дубскије. Обале су доста високе и суве те обрасле шумом.
Преко своје отоке Сабровке повезано је са језером Селигер и са басеном реке Волге.